# Marine nicaraguayenne
La marine nicaraguayenne, officiellement la force navale de l'armée nicaraguayenne, (en espagnol : Fuerza Naval del Ejercito de Nicaragua) est la branche navale des forces armées nicaraguayennes. La mission de la marine est d'assurer la défense et la sécurité des îles, des eaux territoriales et de la zone économique exclusive du Nicaragua dans l'océan Pacifique et la mer des Caraïbes.

## Histoire
Fondé le 13 août 1980 sous le nom de marine sandiniste, il se composait de quelques vieux bateaux de patrouille au début des années 1980. Les sandinistes ont acquis huit dragueurs de mines soviétiques de la classe Yevgenya, dont sept sont restés en 1993. Trois patrouilleurs soviétiques de la classe Zhuk étaient en état de navigabilité, sur sept qui restaient à la fin de 1990. On pense également que trois navires rapides nord-coréens ainsi que deux bateaux de type Vedetteconstruits en France et armés de mitrailleuses soviétiques de 14,5 mm.
La mission principale était de décourager les attaques maritimes des Contras et de dissuader les opérations de la CIA telles que la destruction des installations de stockage de carburant à Corinto en 1983 et l'exploitation minière des ports nicaraguayens en 1984. La marine sandiniste (Marina de Guerra Sandinista - MSG), qui avait atteint un maximum de 3.000 personnes en 1990, a subi une réduction radicale à 800 en 1993.
Le commandant de la marine était une armée populaire sandiniste (Ejército Popular sandinistes officier -EPS) avec le grade de major. Les principales bases du MGS se trouvent dans les ports de Corinto sur le Pacifique et de Puerto Cabezas sur les Caraïbes. D'autres installations se trouvent à El Bluff près de Bluefields et à San Juan del Sur dans le Pacifique.
Le Nicaragua a commandé deux navires de patrouille supplémentaires basés sur la conception de classe Damen Stan 4207 en 2017. Les navires ont été commandés en tant que CG 409 Soberanía I et CG 411 Soberanía II en août 2019. Contrairement à de nombreux autres navires de pays, qui sont conçus uniquement pour le garde côtière ou surveillance de l'environnement, ces deux ont ajouté une suite de capteurs militaires et un canon de pont. La militarisation des navires a fait passer leur coût de 20 millions USD à 65 millions USD. Les navires avaient déjà été employés par la Jamaïque en tant que HMJS Cornwall et HMJS Surrey .

### Navires en service
| Classe          | Origine                   | Nombre               | Photo | Notes                                                                      |
| --------------- | ------------------------- | -------------------- | ----- | -------------------------------------------------------------------------- |
| Damen Stan 4207 | Damen Group Pays-Bas      | 2 patrouilleurs      |       | 2 en commande                                                              |
| Classe Sin Hung | Marine populaire de Corée | 3 torpilleurs        |       |                                                                            |
| Classe Zhuk     | Union soviétique          | 1 petit patrouilleur |       |                                                                            |
| Classe Dabur    | États-Unis                | 3 en service         |       | GC201 "Río Grande Matagalpa" GC202 "Cacique Tenderí" GC205 "Río Escondido" |
| Vedette         |                           | 2                    |       |                                                                            |
| Rodman          |                           | 4                    |       |                                                                            |

## Galerie

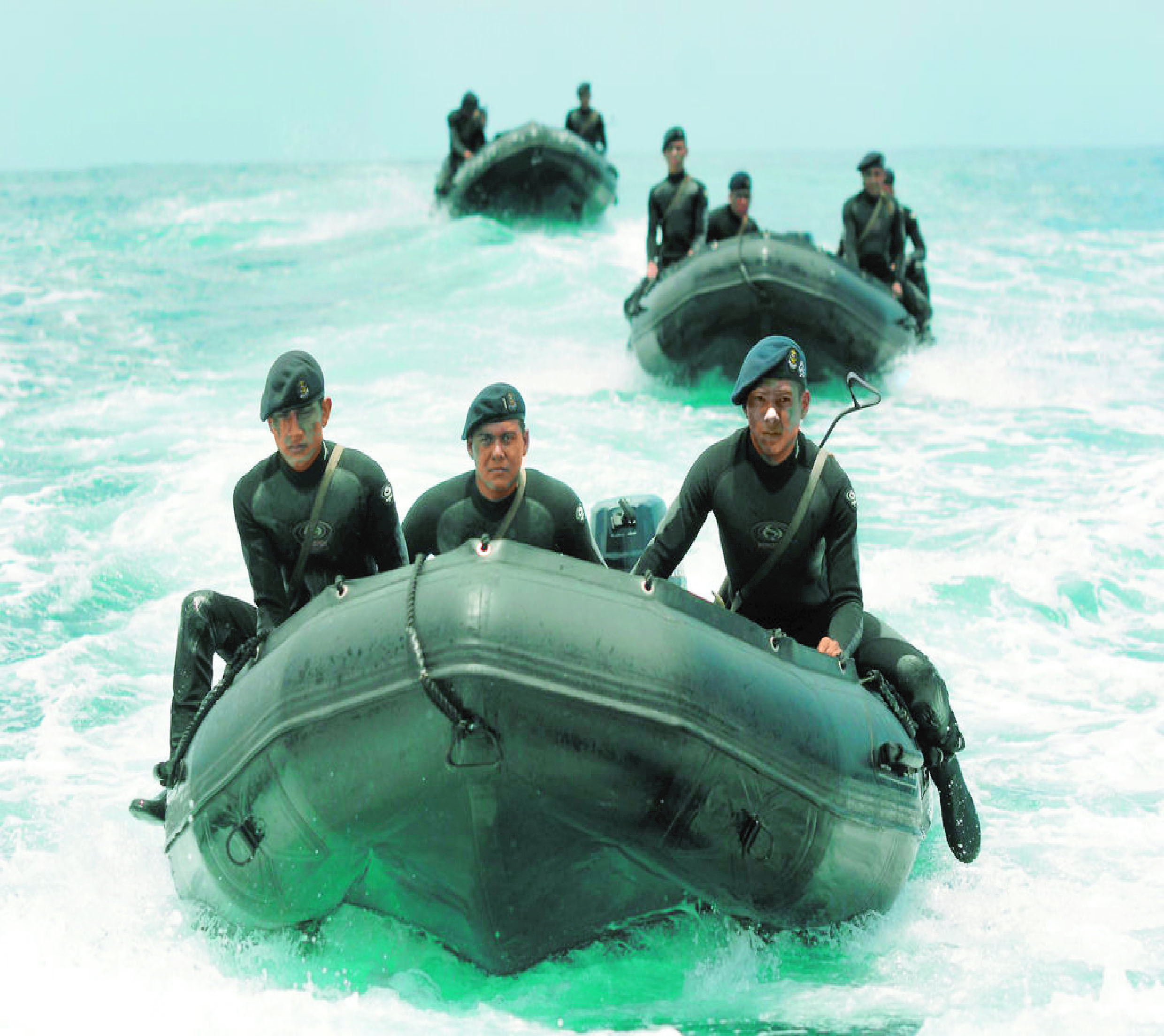
Commando du Nicaragua
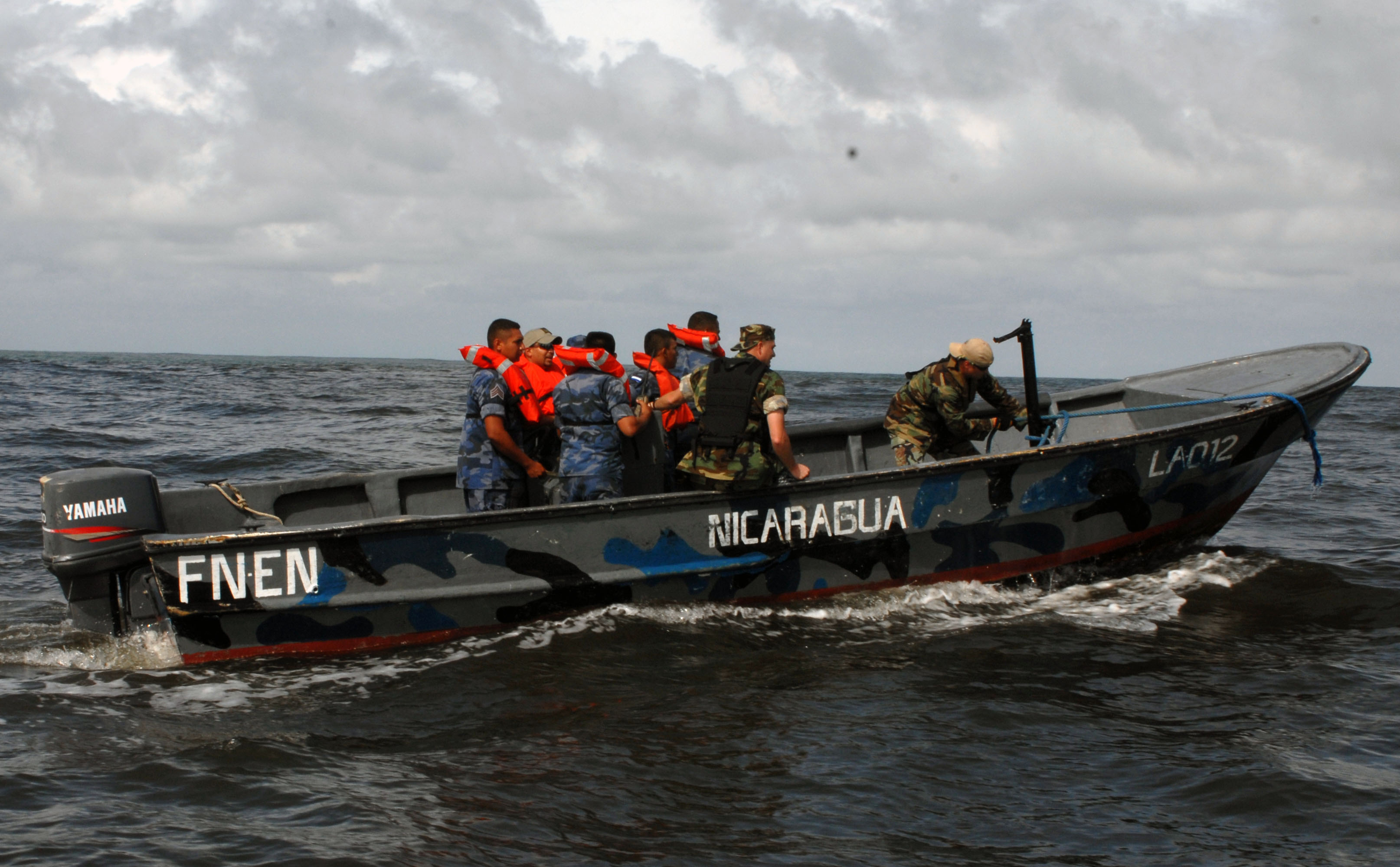
Petite embarcation rapide